# Предусилвател
Предусилвателят (преамп от англ. preamplifier) е усилвател, който подготвя електронен сигнал за последващо усилване и/или обработка. Предусилвателят може да бъде вграден (в източника на сигнала - напр. електретен микрофон, електрическа китара с т.нар. „активна електроника“ – или в усилвателя) или в самостоятелен корпус.

## Приложение
Повечето звукови датчици, вкл. микрофони, китарни адаптери, пиезоелементи, произвеждат сигнал с твърде ниско ниво. Предусилвателят осигурява усилване по напрежение и довежда сигнала до вид, удобен за обработка с минимални загуби - обикновено това е стандартното линейно равнище. В предусилвателя често са вградени филтри и еквалайзер.